# Liza Lehmann
Liza Lehmann (Londres, 11 de julio de 1862-ibídem, 19 de septiembre de 1918) fue una soprano y compositora inglesa, conocida por sus composiciones vocales.
Tras estudiar canto con Alberto Randegger y Jenny Lind, y composición con profesores como Hamish MacCunn, debutó como cantante en 1885 en Londres y siguió una carrera de concertista durante casi una década. En 1894 se casó y abandonó los escenarios. Se dedicó entonces a componer música y se dio a conocer por sus canciones, entre ellas muchas infantiles. También compuso varias piezas para el teatro y escribió un libro de texto sobre canto. En 1910 realizó una gira por Estados Unidos, donde acompañó sus propias canciones en recitales. Fue la primera presidenta de la Society of Women Musicians y se convirtió en profesora de canto en la Guildhall School of Music and Drama en 1913.

## Biografía
Nació en Londres con el nombre de Elisabetha Nina Mary Frederica Lehmann, hija del pintor alemán Rudolf Lehmann y Amelia (A.L.) Chambers, profesora de música, compositora y arreglista. «Creció en un ambiente intelectual y artístico» y vivió en Alemania, Francia e Italia en sus primeros años. Estudió canto en Londres con Alberto Randegger y Jenny Lind, y tuvo como profesores de composición a Hamish MacCunn en Londres, Niels Raunkilde en Roma y Wilhelm Freudenberg en Wiesbaden.
El 23 de noviembre de 1885, debutó como cantante en un concierto popular de los lunes en el St James's Hall y durante los nueve años siguientes actuó en numerosos e importantes conciertos en Inglaterra. Recibió el apoyo de importantes músicos europeos como Joseph Joachim y Clara Schumann. Se retiró de los escenarios tras un último concierto en el St James's Hall el 14 de julio de 1894, se casó con el compositor e ilustrador Herbert Bedford y se dedicó a componer música. En 1910, realizó una gira por Estados Unidos, donde acompañó sus propias canciones en recitales. Fue la primera presidenta de la Society of Women Musicians en 1911 y 1912. También fue profesora de canto en la Guildhall School of Music en 1913. Ese mismo año escribió un texto de estudio de la voz, Practical Hints for Students of Singing.
Lehmann y Bedford tuvieron dos hijos; el mayor, Rudolf, murió en un entrenamiento durante la Primera Guerra Mundial, y el menor, Leslie Herbert Bedford (1900-1989), fue un inventor que desempeñó un papel clave en el desarrollo del radar. Leslie era el padre del director de orquesta Steuart Bedford y del compositor David Bedford. Liza terminó sus memorias en 1918 y falleció poco después de terminarlas, en Pinner (Middlesex) a la edad de 56. Está enterrada en una tumba familiar en el lado este del cementerio de Highgate con su marido y su padre.